# Anomala lucidula
Anomala lucidula är en skalbaggsart som beskrevs av Guérin-Méneville 1830. Anomala lucidula ingår i släktet Anomala och familjen Rutelidae. Inga underarter finns listade i Catalogue of Life.